# Loza
Loza je obec v okrese Plzeň-sever v Plzeňském kraji. Leží 21 kilometrů od Plzně. Žije tu 255 obyvatel.

## Historie
První písemná zmínka o obci pochází z roku 1216.

## Obyvatelstvo
Při sčítání lidu v roce 1921 zde žilo 367 obyvatel (z toho 178 mužů) československé národnosti, z nichž bylo 184 Čechoslováků, dva evangelíci, pět členů církve československé a 176 lidí bez vyznání. Podle sčítání lidu z roku 1930 ve vsi žilo 378 Čechoslováků: 261 katolíků, 22 evangelíků, tři příslušníci církve československé a 92 lidí bez vyznání.
| Rok            | 1869 | 1880 | 1890 | 1900 | 1910 | 1921 | 1930 | 1950 | 1961 | 1970 | 1980 | 1991 | 2001 | 2011 | 2021 |
| -------------- | ---- | ---- | ---- | ---- | ---- | ---- | ---- | ---- | ---- | ---- | ---- | ---- | ---- | ---- | ---- |
| Počet obyvatel | 511  | 328  | 372  | 357  | 357  | 367  | 378  | 314  | 285  | 284  | 268  | 260  | 256  | 259  | 261  |
| Počet domů     | 52   | 40   | 43   | 49   | 46   | 51   | 62   | 79   | 70   | 71   | 65   | 80   | 85   | 88   | 95   |

## Obecní správa
Mezi lety 1869–1960 Loza byla obcí v okrese Kralovice (1869–1930) a později v okrese Plasy. V letech 1960–1990 patřila jako část obce k Dolní Bělé a od 24. listopadu 1990 je opět samostatnou obcí. V roce 1869 k obci patřil Mrtník.

### Obecní symboly
Znak byl obci udělen rozhodnutím předsedy Poslanecké sněmovny Parlamentu České republiky dne 8. listopadu 2016 a vlajka byla obci udělena rozhodnutím předsedkyně PSP ČR dne 19. května 2025.
Blason: Červeno-stříbrně polcený štít s modrou patou se stříbrným břevnem. Vpravo zlatá oblouková koruna završená křížkem, vlevo volná zelená lípa.

## Vybavenost obce
V těsné blízkosti obce se nachází koupaliště.

## Galerie

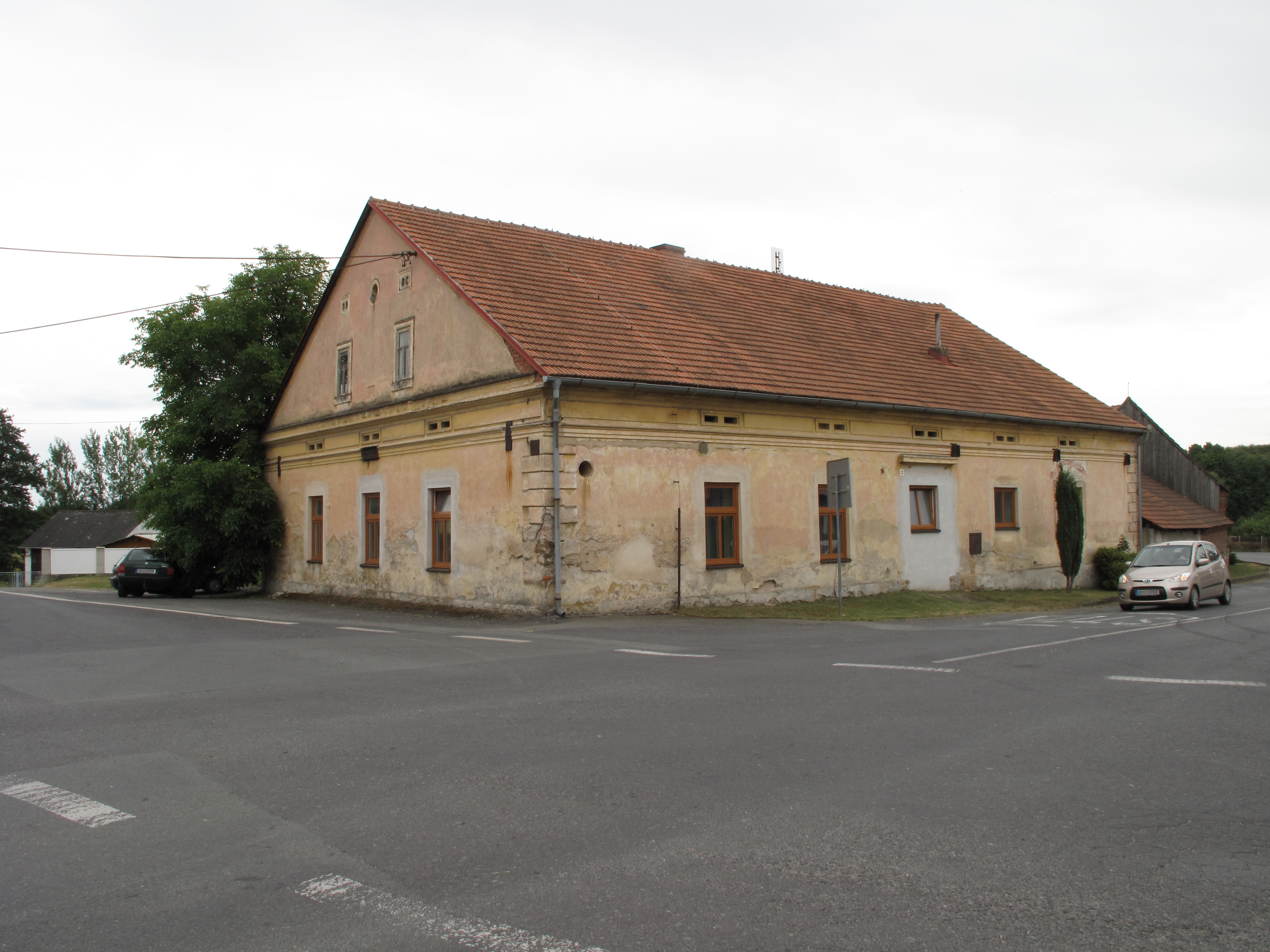
Dům
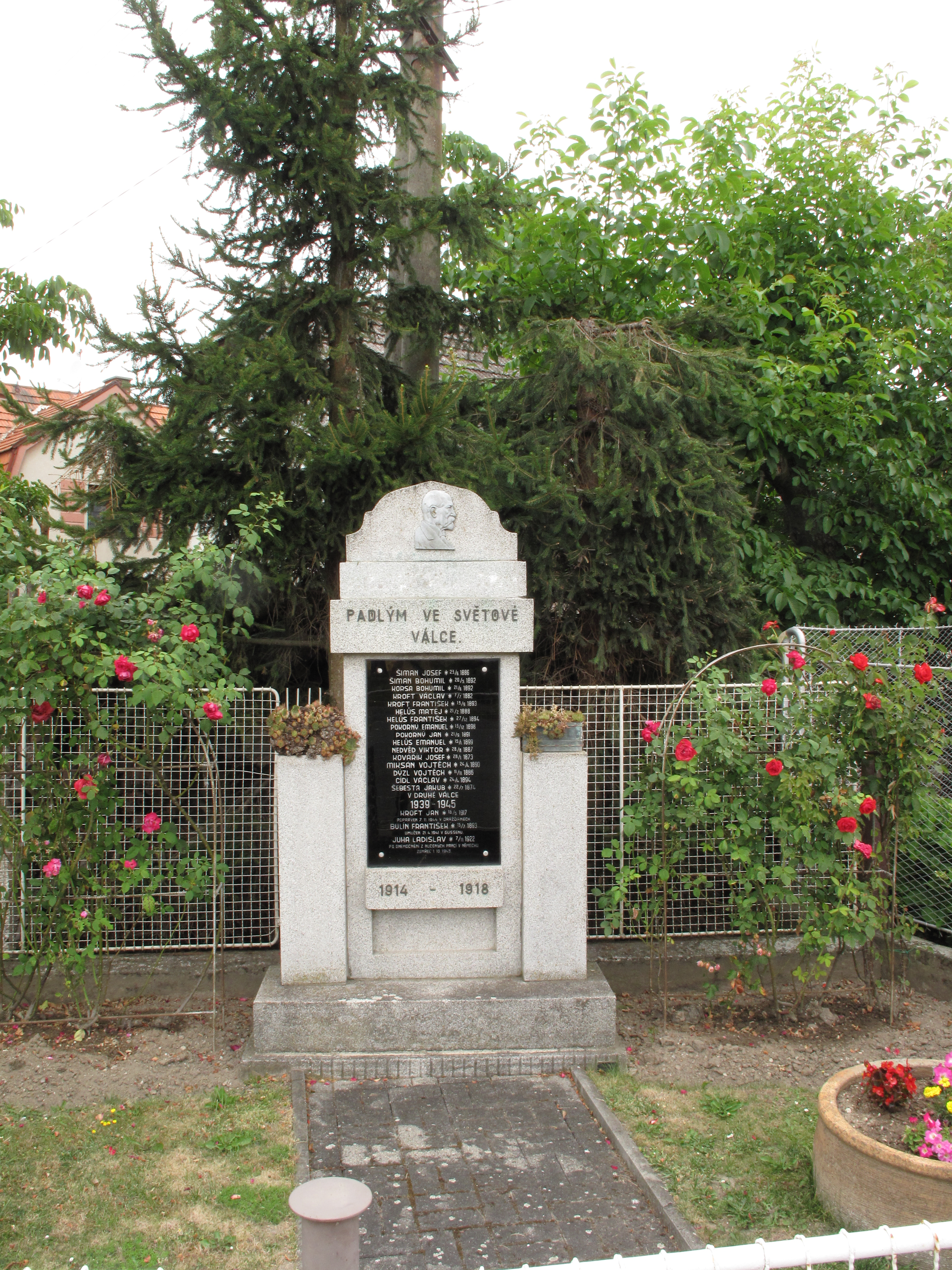
Pomník
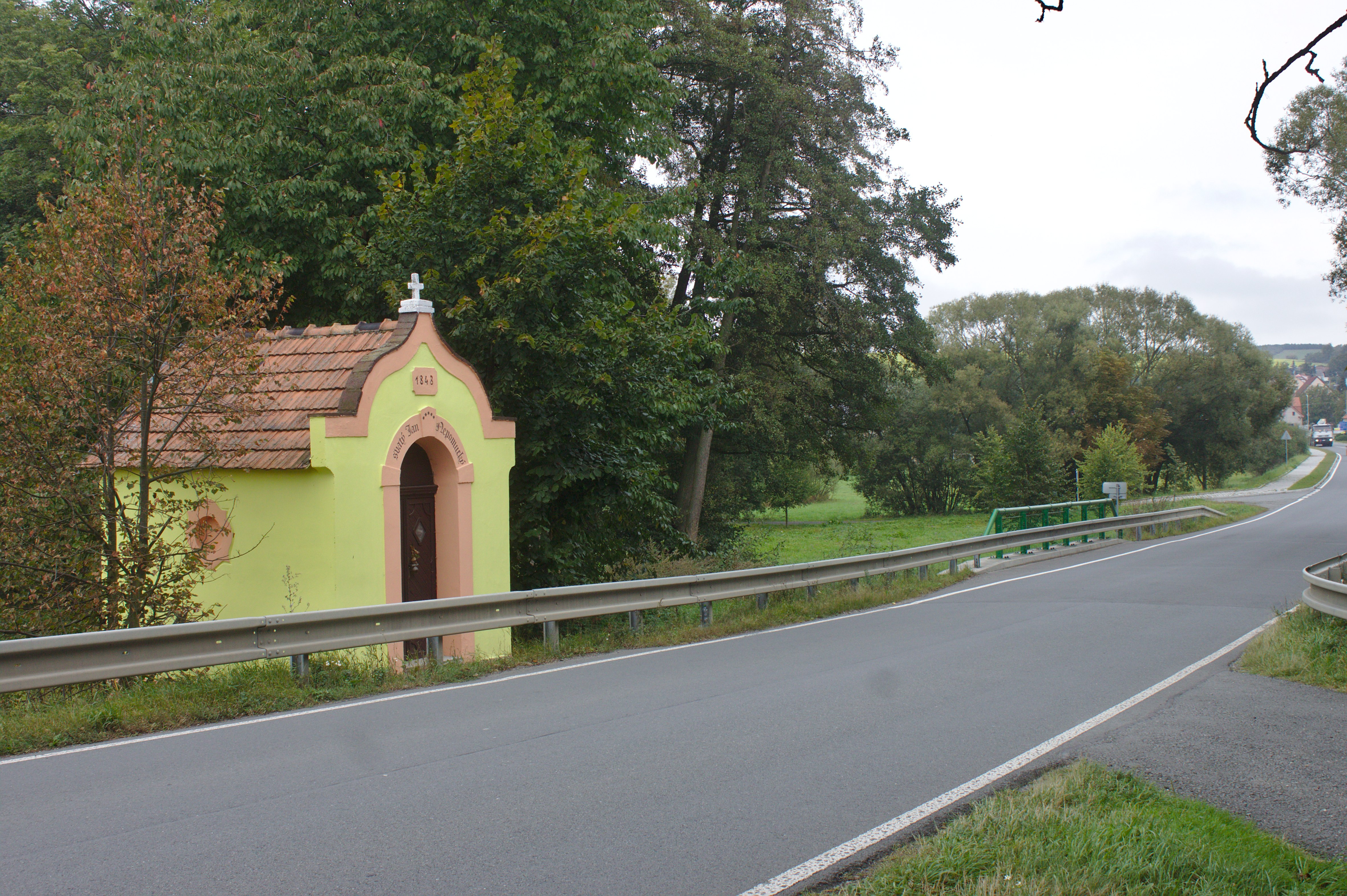
Kaple svatého Jana Nepomuckého